# Hallingdalsvassdraget
Hallingdalsvassdraget ist der Name eines Flusssystems in Norwegen. Es ist ein Teil vom Drammensvassdraget und umfasst eine Fläche von etwa 5239 km². Der Hauptfluss ist die Hallingdalselva, die in den westlichen Teilen der Hardangervidda und zunächst ist östlicher und später in südlicher Richtung durch das Hallingdal fließt. Der Fluss mündet im See Krøderen und wird vom Ausfluss aus dem See Snarumelva genannt. Diese mündet dann in bei Geithus in der Kommune Modum in die Drammenselva.